# Muzyka kompozytorów polskich XVIII i XIX wieku
Muzyka kompozytorów polskich XVIII i XIX wieku (Music by Polish Composers of the 18thand 19th Centuries) – album z utworami polskich kompozytorów przełomu XVIII i XIX wieku w nagraniach koncertowych i archiwalnych zrealizowanych dla Polskiego Radia (Symfonia Jana Engla, 2 uwertury Józefa Elsnera – do opery "Andromeda" oraz do opery "Leszek Biały czyli Czarownica z Łysej Góry", uwertury Maksymiliana Einerta i Karola Kurpińskiego, 2 uwertury Stanisława Moniuszki: do operetki "Nowy Don Kichot czyli sto szaleństw" i do opery "Verbum nobile" oraz "3 Tańce" Juliusza Zarębskiego w instrumentacji Franciszka Liszta). Album zapoczątkowuje działalność Orkiestry Polskiego Radia w Warszawie wobec ustępującej nazwy Polska Orkiestra Radiowa (powrót do historycznej nazwy). Płyta została wydana 30 sierpnia 2019 przez Agencję Muzyczną Polskiego Radia S.A..

## Lista utworów
- Jan Engel (zm. 1788) – Symfonia d-moll 13:25

1. Allegro 5:31
2. Andante 3:36
3. Allegro 4:18

- Józef Elsner (1769–1854) 
  - 4. Uwertura do opery "Leszek Biały czyli Czarownica z Łysej Góry" 06:49

opracowanie: Grzegorz Fitelberg
- Józef Elsner  
  - 5. Uwertura do opery „Andromeda” 08:02

opracowanie: Kazimierz Sikorski
- Maksymilian Einert (1825–1850)
  - 6. Uwertura D-dur 08:22

opracowanie: Maciej Negrey
- Karol Kurpiński (1785–1857)
  - 7. Uwertura do opery „Szarlatan czyli wskrzeszanie umarłych” 05:21

opracowanie: Jerzy Dobrzański
- Stanisław Moniuszko (1819–1872)
  - 8. Uwertura do operetki „Nowy Don Kichot czyli sto szaleństw” 06:35

opracowanie: Mieczysław Krzyński
- Stanisław Moniuszko
  - 9. Uwertura do opery „Verbum nobile” 04:10

opracowanie: Grzegorz Fitelberg
- Juliusz Zarębski (1854–1885) – Trzy tańce 13:48
  - 10. Taniec d-moll op. 2 nr 2 5:44
  - 11. Taniec D-dur op. 4 nr 2 2:30
  - 12. Taniec g-moll op. 2 nr 3 4:41

opracowanie: Franciszek Liszt

## Wykonawcy
- Orkiestra Polskiego Radia w Warszawie
- Michał Klauza – dyrygent
- Jagoda Krawczewska – flet solo (poz. 2)